# شهرستان کوک‌سو
شهرستان کوک‌سو (به قزاقی: Көксу ауданы، كوكسۋ اۋدانى) یک شهرستان در قزاقستان است که در استان جتی‌سو واقع شده‌است.

## خصوصیات
شهرستان کوک‌سو ۷٬۱۰۰ کیلومترمربع مساحت و ۳۹٬۶۱۷ نفر جمعیت دارد.